# کوتبوسر تور (متروی برلین)

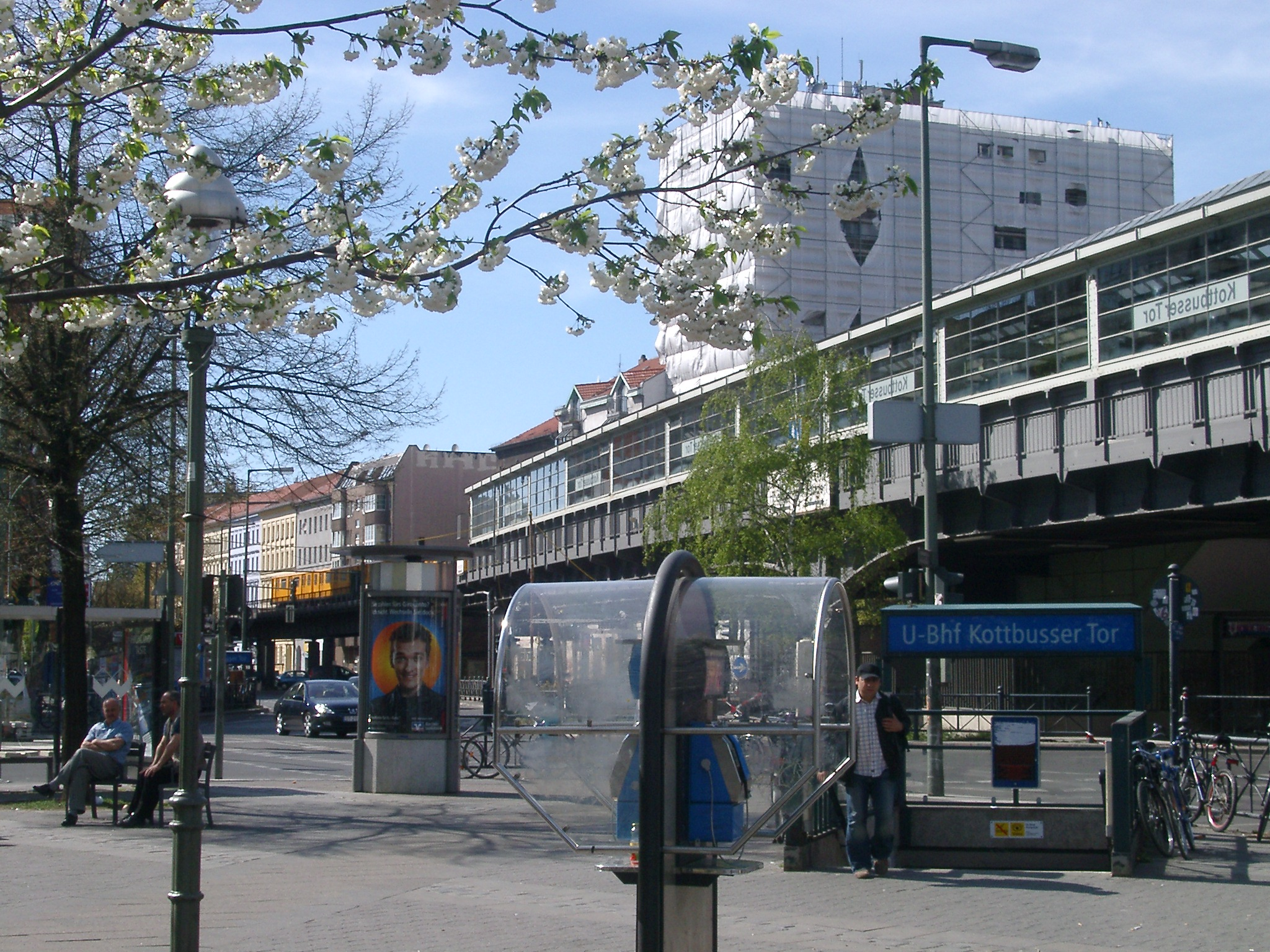
ایستگاه کوتبوسر تور

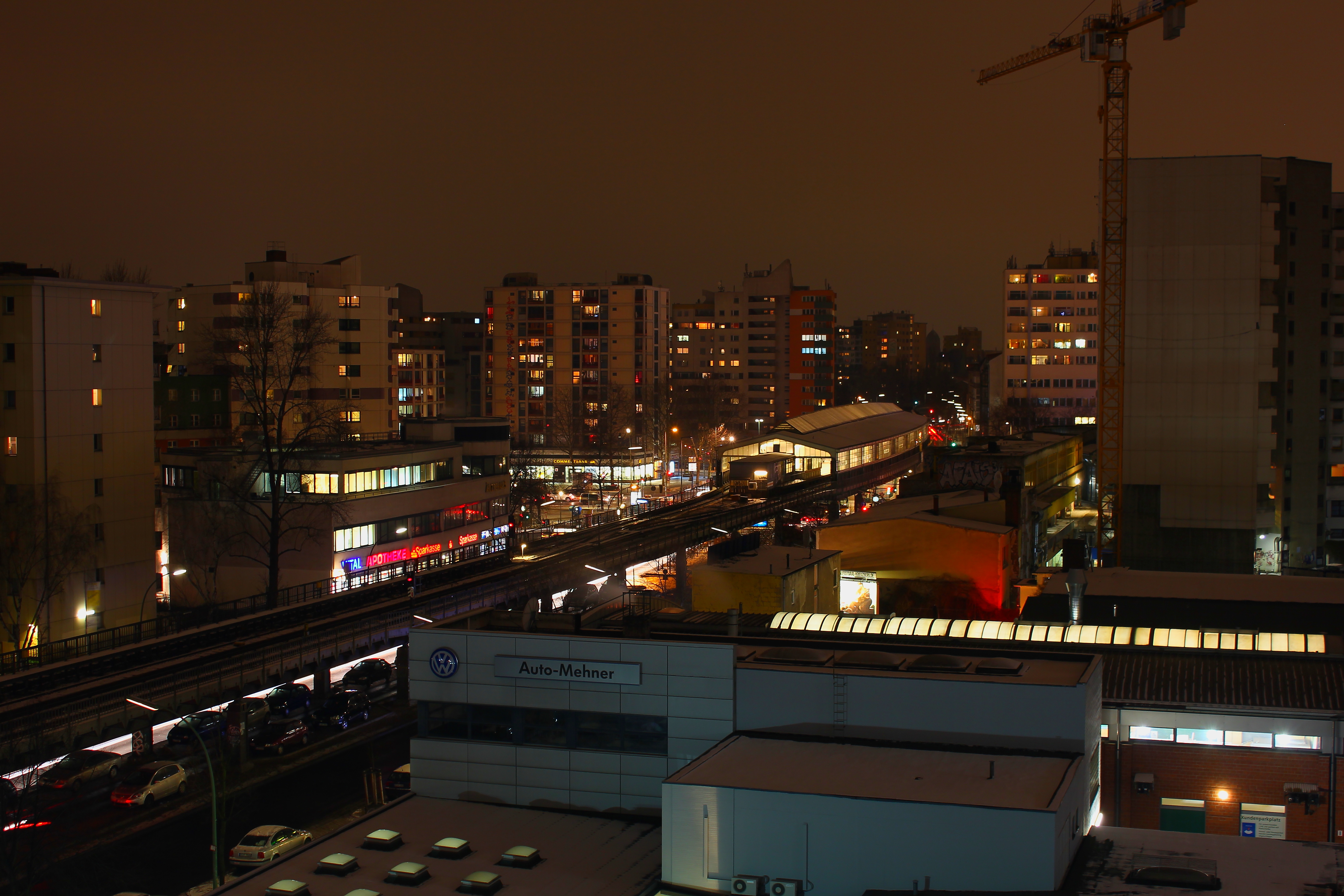
نمای ایستگاه در شب

کوتبوسر تور (آلمانی: Kottbusser Tor) یکی از ایستگاه‌های متروی برلین است که تقاطع دو خط او۱ و او۸ است. این ایستگاه در مرکز کرویتسبرگ قرار دارد که یکی از دروازه‌های جنوبی شهر برلین بود (تور—Tor— در آلمانی به معنی دروازه است.) جاده این دروازه به شهر کوتبوس می‌رسید.